# Anorrhinus austeni
Il bucero di Austen (Anorrhinus austeni Jerdon, 1872) è un rappresentante asiatico della famiglia dei Bucerotidi. Questa specie monotipica era considerata in passato una sottospecie del bucero di Tickell, ma oggi viene trattata come specie a sé.
Come tutti i buceri, il bucero di Austen nidifica nelle cavità degli alberi: la femmina, all'interno della cavità, mura l'ingresso della camera di cova ad eccezione di una stretta fessura, attraverso la quale il maschio rifornisce di cibo lei e i nidiacei. Una delle peculiarità di questa specie è che alleva la sua progenie grazie al supporto di vari maschi aiutanti che aiutano il padre a prendersi cura della femmina e dei nidiacei.
Il bucero di Austin viene classificato dalla IUCN come «specie prossima alla minaccia» (Near Threatened).

## Descrizione
Il bucero di Austen raggiunge una lunghezza del corpo compresa tra 60 e 65 centimetri. La coda misura in media 29,5 centimetri nei maschi e 26,5 centimetri nelle femmine. Nei primi il becco misura tra 11,2 e 13,5 centimetri, mentre nelle seconde è più piccolo e misura tra 10,5 e 11,7 centimetri.

### Maschio
Nel maschio la parte superiore del corpo è di colore marrone scuro, mentre quella inferiore è bruno-rossastra; solo le guance e la gola sono bianche. Le ali sono marrone scuro; le remiganti secondarie hanno le punte bianche e delle macchie bianche sul vessillo esterno. La coda è marrone scuro. Fatta eccezione per la coppia centrale, tutte le penne della coda hanno le punte bianche. Il becco e la cresta su di esso sono color bianco avorio con una sfumatura arancione alla base. La pelle priva di piume intorno agli occhi e sulla gola va dal blu chiaro al blu brillante. Gli occhi sono marroni, le zampe e i piedi sono di un bruno-verdastro opaco.

### Femmina e giovane
Il dimorfismo sessuale non è molto pronunciato. Le femmine sono simili ai maschi per quanto riguarda la colorazione del piumaggio, ma sono leggermente più piccole. Le guance, la gola e la parte inferiore del corpo sono di colore grigio-brunastro e la pelle senza piume sul viso è rosa con una sfumatura gialla sotto l'occhio.
Inizialmente i giovani presentano una colorazione simile a quella dei maschi adulti, ma hanno la parte inferiore del corpo più chiara e le piume del collo, le copritrici mediane secondarie superiori e le ali presentano ampie punte di colore marrone chiaro. Il becco va dal giallo pallido al color corno. La pelle senza piume sulla faccia è giallastra. Gli occhi sono di colore grigio-marrone, le zampe e i piedi sono marroni.
Le giovani femmine presentano la colorazione propria della femmina adulta all'età di un anno. Il becco diviene allora giallo-avorio con una sfumatura verdastra alla base.

## Biologia

### Comportamento
Il bucero di Austen è un uccello territoriale che difende un proprio territorio in coppie o in gruppi composti da cinque a 15 individui. I membri di un gruppo si tengono in contatto tra loro tramite richiami ad alto volume o - quando mangiano - attraverso grida starnazzanti. Viene spesso visto associato a buceri orientali o ad altri uccelli che mangiano frutta nella parte alta delle cime degli alberi. In linea di massima ha un'indole irrequieta: passa costantemente da un ramo all'altro o vola verso un altro albero. A terra scende raramente.
Il bucero di Austen è onnivoro, come tutti i buceri. La sua dieta è costituita più o meno equamente da sostanze di origine vegetale e animale. I fichi selvatici rappresentano circa il 22% della componente vegetale. In totale questa specie mangia i frutti di 32 specie di piante appartenenti a 15 famiglie diverse, tra le quali specie appartenenti ai generi Elaeagnus, Elaeocarpus, Cinnamomum, Litsea, Aglaia, Oplopanax ed Eugenia. Tra gli animali che vengono mangiati figurano pipistrelli, rettili, bivalvi e vari artropodi, ma anche nidiacei e uova di varie specie di uccelli come piccioni e bulbul.

### Riproduzione
I buceri di Austen sono monogami. In 22 coppie nidificanti che sono state studiate in modo più dettagliato, 18 avevano goduto dell'aiuto di altri buceri collaboratori di sesso maschile, in numero variabile da uno a 5. In tutti i casi questi aiutanti avevano età diverse. Generalmente, nelle nidiate delle coppie supportate da un maggior numero di aiutanti il numero dei nidiacei che raggiungono l'età dell'involo è maggiore rispetto alle nidiate dove gli aiutanti sono pochi o assenti. Il maggior successo nella riproduzione non è necessariamente dovuto alla maggiore quantità di cibo che viene portato al nido, ma anche alla difesa più efficace contro i competitori per le cavità in cui nidificare e i predatori.
La lunghezza della stagione riproduttiva viene stimata in 92 giorni. Di questi, 30 giorni sono dedicati all'incubazione delle uova e 62 all'allevamento dei piccoli. La nidiata è costituita da 2 o 3 uova, talvolta anche più, ma questi casi sono molto rari. La specie nidifica principalmente nelle cavità naturali nel tronco degli alberi, ma di tanto in tanto utilizza anche i vecchi nidi abbandonati di picchio polveroso. Gli stessi nidi vengono utilizzati per diversi anni e vengono difesi con vigore dagli altri buceri e dai conspecifici. Gli stessi nidi possono essere usati alternativamente da buceri di Austen, buceri ondulati e buceri orientali.

## Distribuzione e habitat
Il bucero di Austen vive nell'estremità nord-orientale dell'India, in Birmania, nella provincia cinese dello Yunnan, in Thailandia, Vietnam e Laos.
Predilige le fitte foreste pluviali sempreverdi di pianura, fino a 1500 metri di altitudine, ma è raro nelle foreste decidue.